# Михайловка (Новокузнецький район)
Миха́йловка (рос. Михайловка) — селище у складі Новокузнецького району Кемеровської області, Росія. Входить до складу Сосновського сільського поселення.

## Населення
Населення — 154 особи (2010; 190 у 2002).
Національний склад (станом на 2002 рік):
- росіяни — 97 %